# Ubirajara (piłkarz)
Ubirajara Gonçalves Motta (ur. 4 września 1936 w Rio de Janeiro) − piłkarz brazylijski, występujący na pozycji bramkarza.

## Kariera klubowa
Karierę piłkarską Ubirajara rozpoczął w Bangu AC w 1956. Z Bangu zdobył mistrzostwo stanu Rio de Janeiro – Campeonato Carioca w 1966. W 1967 krótko występował w USA w klubie Houston Stars. Po powrocie do Brazylii ponownie był zawodnikiem Bangu. Łącznie w barwach alvirrubro rozegrał 280 spotkań. W latach 1968–1972 był zawodnikiem Botafogo FR. Z Botafogo zdobył mistrzostwo stanu Rio de Janeiro w 1968. W Botafogo 8 sierpnia 1971 w zremisowanym 0-0 derbowym meczu z Amériką Rio de Janeiro Ubirajara zadebiutował w lidze brazylijskiej.
Ostatnim klubem w karierze Ubirajary było CR Flamengo, w którym zakończył karierę w 1977. Z Flamengo dwukrotnie zdobył mistrzostwo stanu Rio de Janeiro w 1972 i 1974. We Flamengo wystąpił po raz ostatni w lidze 16 września 1976 w wygranym 8-1 meczu z Sampaio Corrêa São Luís. Ogółem w lidze brazylijskiej rozegrał 36 spotkań.

## Kariera reprezentacyjna
W reprezentacji Brazylii Ubirajara jedyny raz wystąpił 18 maja 1966 w wygranym 1-0 towarzyskim meczu z reprezentacją Walii.